# Koperrugamazilia
De koperrugamazilia (Saucerottia tobaci synoniem: Amazilia tobaci) is een vogel uit de familie Trochilidae (kolibries).

## Verspreiding en leefgebied
Deze soort is endemisch in Venezuela en telt zeven ondersoorten:
- S. t. monticola: noordwestelijk Venezuela.
- S. t. feliciae: het noordelijke deel van Centraal-Venezuela.
- S. t. caudata: noordoostelijk Venezuela.
- S. t. aliciae: Isla Margarita (nabij noordelijk Venezuela).
- S. t. erythronotos: Trinidad.
- S. t. tobaci: Tobago.
- S. t. caurensis: oostelijk en zuidoostelijk Venezuela.